# Hulubelu
Hulubelu is een elliptische, 4 km lange caldera waarvan de vloer ongeveer 700 m boven de zeespiegel ligt en wordt omgeven door steile wanden in Zuidoost- Sumatra. Post-caldera vulkanisme vormde centrale kegels en basaltische en andesitische flankvulkanen. Solfatarische gebieden, moddervulkanen en warmwaterbronnen komen op verschillende locaties voor, maar het is niet zeker wanneer de vulkaan voor het laatst is uitgebarsten. Thermische gebieden zijn uitgelijnd ten noordoosten van en parallel aan de Grote Sumatraanse breuklijn, die over de gehele lengte van het eiland Sumatra loopt.

## Ring van vuur
De vulkaan is een van de 130 actieve vulkanen van Indonesië die zich bevinden de Pacifische Ring van Vuur. Dit is een zone waar regelmatig aardbevingen, vulkaanuitbarstingen en tsunami's voorkomen.